# Filippo Venuti
Filippo Venuti (* 1531 in Cortona; † 1587) war ein italienischer Übersetzer, Latinist, Italianist und Lexikograf.

## Leben und Werk
Venuti publizierte 1562 ein sehr erfolgreiches italienisch-lateinisches Wörterbuch, das in der frühen Lexikografie des Italienischen eine Rolle spielte. Er übersetzte Cicero, Horaz und Vergil aus dem Lateinischen ins Italienische.

## Werke
- Dittionario volgare et latino nel quale si contiene, come i vocaboli italiani si possano dire et esprimere latinamente, Venedig 1562 (zahlreiche Auflagen bis 1614, dann Fortsetzung als Dittionario italiano e francese in: Pierre Canal, Dictionnaire françois et italien)